# Iso Lääläjärvi
Iso Lääläjärvi är en sjö i kommunen Orivesi i landskapet Birkaland i Finland. Arean är 36 hektar och strandlinjen är 4,09 kilometer lång. Sjön  ingår i Kumo älvs huvudavrinningsområde.   Den ligger omkring 62 kilometer nordöst om Tammerfors och omkring 180 kilometer norr om Helsingfors. 
I sjön finns ön Lääläsaari. 